# Thuy Phap
 (novembre 2019).
Le Thuy Phap  est un art martial traditionnel vietnamien (voir : arts martiaux vietnamiens dont le nom signifie, littéralement, la Méthode de l’Eau.
Le Thuy Phap est une pratique ancestrale des Vietnamiens à la recherche du bien être au quotidien, enseignée depuis plusieurs années en France, en Belgique et au Viêt Nam par Maître Huynh Chieu Duong, .
Le programme d’enseignement est divisé en deux branches : les exercices énergétiques et les techniques de combat, les deux devant être pratiqués dans l’esprit du doux et de l’interne. 
Le programme comprend :
- huit enchaînements à mains nues (Thao quyên) permettant d’explorer toutes les techniques des arts martiaux traditionnels (Tan/positions ; Thu/mains nues ; Cuoc/coup de pied ; …)
- une série d’exercices de respiration (le Thuy Phap Hô Hâp thuât)
- un Khi Cong Thuy Phap (travail de l’énergie de la Méthode de l’Eau).
- les élèves suffisamment expérimentés peuvent également s’adonner à la pratique des armes : épée, bâton long ou  éventails.
- enfin, l’école Thuy Phap initie également les pratiquants qui le souhaitent au tronc commun du Vo Co Truyen.

La pratique du Thuy Phap se base sur le fait que la masse liquide, à l’intérieur du corps humain, est supérieure à la masse solide. Les pratiquants du Thuy Phap apprennent à maîtriser et utiliser cette masse liquide comme force d’énergie vitale. Ainsi, grâce à l’enchaînement de mouvements circulaires et simples, mais bien coordonnés selon l’harmonie du Am et du Duong (yin et yang), et effectués fluidement en veillant à la justesse de la respiration, la pratique du Thuy Phap vise à faire circuler les flux de l’énergie vitale à travers le corps, « débouchant » les méridiens et renforçant le métabolisme. De ce point de vue, le Thuy Phap se présente comme une méthode prophylactique, anti-stress, et même source d’allégresse : le « bien-être en mouvement »… 
D’un pur point de vue martial, le Thuy Phap propose une approche particulière, assez rare dans le panorama (actuel) des arts martiaux en préférant la juste libération de l’énergie à la puissance de la force musculaire.

## La méthode de l'eau

### L'eau et le feu
Dans le monde des arts martiaux asiatiques (Chine, Corée, Japon, Viêt Nam, etc.), on peut distinguer deux approches, deux manières différentes d’exprimer ses compétences.
D’un côté, les « arts martiaux externes » pratiquent le « dur », le « fort ». Ces styles et écoles (Karatedo, Taekwondo, et tous les styles de Shaolin) visent à développer l’aptitude au combat en utilisant la force musculaire dans leurs techniques (capacité à frapper l’adversaire). L’accent est mis sur la rapidité, la puissance.
D’un autre, les « arts martiaux internes » pratiquent le doux, le lisse. Ces styles et écoles (Aïkido, Tai Chi Chuan, Wu Tang) visent plutôt à canaliser et faire circuler l’énergie (interne : le « Khi ») et utilisent, dans le combat, la souplesse face à la force, retournant vers l’adversaire sa propre puissance (capacité à contrôler son adversaire et soi-même). L’accent est mis sur la fluidité, l’équilibre, la justesse.
En ce qui concerne le Viêt Nam, les écoles de style Feu comme le Viet Vo Dao, Qwan Ki Do, Tinh vo dao sont bien connus à l’étranger et appartiennent au premier groupe ; le Thuy Phap appartient, bien sûr, au second.

### L’eau et le Viêt Nam : aspect culturel
Le Vietnam n’est ni une île ni un archipel, mais il est entouré d’eau. Seulement 1,650 km du Nord au Sud à vol d’oiseau, et le Viêt Nam possède 3,120 km de front de mer. Deux rivières énormes, la rivière Rouge et le Mékong, avec de nombreux méandres, divisent le territoire en canaux et en morceaux de terre. De l’aube au coucher du soleil, les Vietnamiens voient de l’eau, utilisent de l’eau, travaillent dans l’eau, ajustent leur vie au rythme de l’eau.
L’histoire du Viêt Nam est faite d’une série de guerres. L’art martial national, au début, était une technique militaire de combat. Les guerriers vietnamiens ont dû apprendre, en premier lieu, comment se déplacer et mener le combat dans l’eau et sous l’eau. Par la suite, en temps de paix, les enseignants d’arts martiaux étudièrent le comportement des pêcheurs et des paysans afin de se perfectionner. Par exemple, comment un cultivateur peut-il rester toute une journée dans un champ de riz, sans avoir froid, comment travaille-t-il dans la boue sans glisser, et comment utilise-t-il la force de l’eau pour améliorer son efficacité, sa force et sa santé ?
Les Arts martiaux vietnamiens, et le Thuy Phap tout particulièrement, ont intégré ces enseignements : il s'agit de suivre le « bon sens » du corps. En outre, la gestuelle de la Méthode de l’Eau s’enjolive des formes circulaires et symboliques de l’eau, pluie, geyser ou jet d’eau, cascades, courants, vagues, douches ou chutes, gouttes, etc., voire s’inspire des comportements des poissons et des nageurs.
Ainsi, profondément attaché aux caractéristiques géographiques, historiques et culturelles qui l’ont vu naître, le Thuy Phap s’inscrit avec respect dans la tradition vietnamienne et veille à préserver une réelle authenticité nationale. Il ne s'agit en aucune façon d’un vain « folklore », mais bien plutôt de la (nécessaire) sauvegarde d’une richesse ancestrale -formelle, technique & spirituelle- menacée d’oubli à la suite des événements qui ont affecté le Viêt Nam au XXe siècle.

### L’eau et le corps : aspect médical
Dans le cadre conceptuel médico-philosophique de l’Asie sinisée, le corps humain contient plus de Yin (5/6) que de Yang (1/6), donc plus de liquide que de solide. Les médecins, s’intéressant au corps en mouvement, pensaient que la masse liquide circulant dans le corps humain (plus de 60 %) contribue à la circulation de l’énergie vitale. En effet, l’eau transporte le « khi » (qi, dans l’orthographe chinoise) à travers les méridiens  (« canaux » en réseau dans l’ensemble du corps, en surface en en profondeur, et connectant les organes les uns aux autres).
Leurs œuvres ont jeté les bases de la pensée médicale dans les arts martiaux tels que le Thuy Phap. Outre le fait que cette pratique martiale améliore l’organisme par le renforcement musculaire et l’assouplissement des articulations, elle favoriserait donc aussi la bonne circulation de l’énergie vitale, la fluidité des mouvements externes affectant positivement la croissance et le développement de chaque organe interne. De plus, des cinq éléments constitutionnels du cosmos, l’élément EAU correspond à l’élément OS dans le corps, d’où une recherche de complémentarité entre le « souple » et le « rigide ».
Le Thuy Phap intègre dans sa pratique ces apports de siècles de pensée médicale. Comme l’indique son nom, la masse de liquide du corps humain joue un rôle clé dans le Thuy Phap. Ainsi, lors de l’exécution d’un quyên Thuy Phap, le principe fondamental est de transférer le poids de droite à gauche et vice-versa, et d’exécuter tous les mouvements circulaires tranquillement et sans interruption, comme l’eau qui coule. En outre, la coordination des muscles et le rythme de la respiration doivent être synchronisés. Cela permet à l’énergie vitale d’entrer et sortir du Dantian naturellement (le Dantian étant le centre d’où émane le Khi, situé dans la partie inférieure de l’abdomen). Lorsque le corps tout entier est en mouvement continu, l’énergie vitale circule librement le long de tous les canaux d’acupuncture bien connectés, se renforce et efface les petites tensions accumulées, les points de blocage. Il en résulte une sensation d’harmonie, de détente, de calme profond, et cela contribue à résister plus efficacement aux ingérences de l’extérieur, et à renforcer la santé.

### La force de l’eau : aspect martial
Au niveau des techniques de combats aussi, le Thuy Phap puise son inspiration dans la puissance de l’eau.

#### Niveau défensif
Comme l'eau, insaisissable, dont le mouvement est continu, les techniques Thuy Phap visent à de se rendre insaisissable par des mouvements circulaires (cercles et spirales), continus et souples, et par des esquives. Mais avant tout, il s'agit de parvenir à parer et à bloquer les attaques de l'adversaire sans recourir à la force. Par exemple, on peut chercher à parer ou dévier un coup de poing par une gifle lourde (inertie d'un mouvement circulaire et relâché) ou bien en s'appuyant de tout son poids (avec tout son corps) sur le bras de l'adversaire, plutôt qu'en cherchant à opposer la force de mon bras à celle de mon adversaire.

#### Niveau offensif (plus exactement, il s'agit de riposte)
La puissance n’est pas recherchée dans la force musculaire, mais comme résultant d'un mouvement de l'ensemble du corps et de l'inertie du mouvement. Les mouvements circulaires et souples (par exemple, le mouvement circulaire d'un bras relâché, pareil au mouvement d'un pantin), par l'inertie qu'ils induisent, offrent une puissance qui n'est pas celle de la force : les frappes de type eau sont des frappes lourdes, comme une claque par exemple, et que l'on peut comparer au choc d'une chute d'eau ou d'une vague que nous recevrions en pleine figure.
Au niveau défensif comme au niveau offensif, le Thuy Phap présente des mouvements circulaires, souples et relâchés (relâché ne veut pas dire mou) inspirés du mouvement de l'eau et dont le but est de pouvoir se défendre contre plus fort que soi, donc sans utiliser de force (historiquement, l'une des origines du Thuy Phap vient de ce que les vieux maîtres voulaient pouvoir se défendre contre des adversaires bien plus jeunes).

## Un Art martial inscrit dans la tradition vietnamienne

### Les AMV : aperçu historique
(pour un historique plus complet, consulter la page « Arts martiaux vietnamiens »)
Le Viêt Nam est situé dans la partie inférieure de la péninsule indochinoise, au carrefour de deux civilisations : l’Inde et la Chine. L’histoire des arts martiaux vietnamiens affirme que les anciens boxeurs savaient se battre comme les Indiens, et que les moines sont allés en Birmanie pour étudier la philosophie, les techniques de combat et le système de respiration du yoga (ce dernier n’étant plus perceptible aujourd’hui que dans le Khi Cong vietnamien).
L’art du combat servait aux cultivateurs et paysans de moyen de défense et de survie à un niveau local, d’abord, et ensuite, du fait de la situation géographique du Viêt Nam, devint un véritable « art martial »(« Vo Thuat », en vietnamien) pour lutter contre les multiples tentatives d’invasion et d’occupation de leurs belliqueux voisins : la Chine, surtout, mais aussi les Mongols par exemple, et ensuite, bien plus tard, la France, le Japon et les États-Unis enfin. C’est au cours de cette histoire, dans ce creuset particulier qu’est le Viêt Nam, que le peuple vietnamien a créé et enrichi ses propres techniques, dans un mouvement d’influences réciproques.
S’il est indéniable que les arts chinois, principalement, ont influencé la pratique martiale au Viêt Nam (de même que le Karatedo japonais, le taekwondo coréen, etc., qui se sont inspirés du Wu Shu pour améliorer leurs propres compétences traditionnelles), le Vo Thuat ne peut être considéré comme un pâle ersatz des arts martiaux chinois. Suivant le vieil adage « Ajouter, modifier, assimiler, ne jamais s’assujettir », les maîtres vietnamiens ont nourri leur pratique des apports chinois, mais en adaptant tous ces enseignements aux us et coutumes vietnamiens.
Ainsi, le Vo Thuat peut se targuer d’une réelle authenticité, ancrée dans une mentalité spécifique, une culture riche, et une histoire bien particulière.

### Le Thuy Phap et les AMV contemporains
Très souvent au cours de l’histoire du Viêt Nam, la pratique des arts martiaux fut interdite par le pouvoir en place, et son enseignement dut se faire en secret. Ce fut à nouveau le cas, et de manière sans doute plus radicale encore, au XXe siècle. Un grand nombre de Vietnamiens s’exilèrent, et, parmi eux, beaucoup de maîtres en arts martiaux, qui rouvrirent leurs écoles dans leurs pays d’accueil.
Lorsque, dans les années '60, l’interdiction fut levée, une école en particulier fut promue par les autorités vietnamiennes, inquiètes de voir la jeunesse se tourner vers la pratique d’arts martiaux étrangers (judo, karaté, …) : le Vovinam Viet Vo Dao, créé dans les années '30 par maître Nguyen Loc dans le but d’opérer une synthèse de tous les arts martiaux vietnamiens. A l’étranger aussi, et en France particulièrement, cette école connut un grand succès, au point d’entraîner un malentendu, les occidentaux présumant que tous les arts martiaux vietnamiens relevaient de cette appellation.
Peu à peu, cependant, des maîtres d’autres écoles, d'autres styles, sortirent du silence (ou des camps de rééducation...) ou se firent reconnaître depuis l’étranger. Les vietnamiens purent alors redécouvrir toute la variété et la richesse des arts martiaux traditionnels (« Vo Co Truyen »), richesse au niveau des techniques (de défense et de combat) mais aussi, et peut-être surtout, richesse culturelle. En effet, le Vo Thuat s’est nourri, pendant des siècles, des apports de professeurs et d’experts de boxe, de médecins et praticiens, de stratèges militaires, de philosophes, etc., avec pour résultat d’en faire une pratique combinant le sport, des idées philosophiques, et des théories médicales.
À notre époque, où l’apprentissage d’un art martial ne repose plus essentiellement sur un impératif de survie, cette approche plus large, plus riche, intéresse de plus en plus de gens, au Viêt Nam comme en Occident ; on perçoit tout l’intérêt d’une pratique martiale qui combine plusieurs aspects positifs : exercice physique, self-défense, renforcement de la santé, amélioration de la qualité de vie, loisir, … En outre, la pratique de l’art martial ne nécessite pas d’équipement coûteux, seulement des vêtements décontractés et un peu d’espace…
C’est dans cette histoire, et dans cet esprit, que s’inscrit l’école Thuy Phap fondée par Maître Huynh Chieu Duong, désireux de sauvegarder la spécificité de ce style « doux », rare, précieux et menacé d’oubli. Sans pour autant délaisser tout à fait le style « cuong » (dur) de sa famille, originaire de Binh Duong et de Cu Chi…
Le Conseil International du Thuy Phap ouvrit sa première école en Belgique en 2002. Là, le programme Thuy Phap est enseigné dans son ensemble et de manière traditionnelle. Par ailleurs, Maître Huynh dispense aussi de nombreuses formations dans d’autres écoles, en France et en Belgique, et au Viêt Nam où il retourne régulièrement, en particulier dans des écoles de type « feu » qui se montrent intéressées par la complémentarité des approches.
L’école Thuy Phap fait partie de la Fédération des Arts Martiaux Vietnamiens (où il est à l’étude d’intégrer un Quyen Thuy Phap au tronc commun), et de la Fédération Française de Vo Co Truyen ; son enseignement est inscrit au programme de la Licence en Arts Martiaux de l’Université Hong Bang.

## L’entraînement
Les élèves ont le choix entre la branche énergétique (interne) et la branche externe. En choisissant les deux, les élèves augmentent leur aptitude au combat en équilibrant les aspects Yin et Yang de leur pratique. Cependant, contrairement à l’habituelle « carrière » du pratiquant en arts martiaux qui passe au doux une fois que le corps est trop usé, abîmé, par le dur (et le temps…), la tradition est ici de commencer par le doux. Le pratiquant assimile ainsi les justes techniques (postures, déplacements, …) qui lui permettront de progresser sans forcer ni contraindre son corps, donc sans s’abîmer ni se blesser.
Pour une formation complète (étant entendu que nous parlons ici de mémorisation et pratique des techniques, non d’une maîtrise pleinement aboutie qui, bien entendu, est un idéal à très long terme…), le pratiquant doit, en moyenne, étudier quatre ans, à raison de deux heures par semaine au minimum. Il doit maîtriser huit « thao quyên » (enchaînements à mains nues), des exercices de respiration et de khi cong (mieux connu sous le nom « Qigong » dans les pays occidentaux). Au-delà de cette « base », il doit aussi explorer les autres techniques traditionnelles de la méthode de l’eau : combats à deux, maniement des armes (épée, bâton de bambou, éventail), techniques d’autodéfense, etc.

### Techniques et « formes » de base
Dans un premier temps, les débutants apprennent les positions de base et les déplacements.
- Positions

Le système de Thuy Phap comprend 9 positions appelées « Tan » (Tan Binh Trung, Xa Tân Dinh Tân, etc.).
- les mains

Les pratiquants du Thuy Phap sont habitués à un large panel de formes de la main : le poing, paume de sabre (doigts collés ensemble), le crochet, la paume du tigre ou du dragon, etc.
- poings et pieds

En Thuy Phap, il y a tous les types de coups de poing, comme dans les autres styles d’arts martiaux asiatiques. Quant aux coups de pied, ils dépassent rarement le niveau du genou, conformément au flux de la mer qui noie les nageurs en leur coupant les jambes au niveau du mollet, le tibia, la cheville.

### Les quyên
Ensuite, l’élève mémorise et pratique les 8 thao quyên, qui mettent l’accent sur le renforcement physique, le geste artistique et la vertu médicale.
Un quyên Thuy Phap est, en général, assez long et répétitif pour permettre à l’équilibre Yin/Yang de s’installer dans tout le corps. Cette particularité permet l’uniformité symétrique (gauche/droite). Un quyên Thuy Phap doit être exécuté lentement et doucement, toujours au même rythme et sans arrêt, sursaut brutal ou saut.
Et pourquoi seulement huit quyên ? La théorie médicale traditionnelle d’Asie repose sur la corrélation entre les principaux organes du corps humain et les huit trigrammes, dans le concept Yin/Yang. Ainsi, la pratique des arts martiaux observe toujours la corrélation entre les huit trigrammes qui assurent l’équilibre du Yin et le Yang, point crucial pour l’amélioration de la vie.
Une anecdote : le peuple chinois pense que le chiffre huit porte bonheur. Pour les taquiner, les Vietnamiens ont choisi le numéro neuf pour talisman parce que c’est le chiffre le plus élevé après le huit, et parce qu’ils pensent qu’un nombre impair lance un mouvement dynamique alors qu’un nombre pair établit l’état statique. En conséquence, on soupçonne qu’un neuvième quyên Thuy Phap existerait et demeure secret. On rêve de découvrir un jour le livre caché qui révèle le mystérieux neuvième quyen et le sens de son nom mystique « Vu Dang Thuy Che Quyen » (La chute de la dernière pluie, encore en vol).
Les noms des quyên sont poétiques et font toujours référence à l’eau : « Song Ngu Lac Thuy Quyen » signifie « La ronde des deux carpes », ou « Binh Duong Minh Hai Quyen » qui décrit le lever du soleil sur l’océan pacifique.
Certains quyên racontent des histoires comme des pièces de théâtre : le « Thuy Tinh Kiem » (l’Esprit de l’eau), par exemple, met en scène le combat légendaire entre l’Esprit de la Montagne et  l’Esprit de la Mer. 
- L’ouverture des sources (Khoi Thuy Khai Ba Quyên)

Ce quyên fait travailler les mouvements des bras en cercles intérieurs et extérieurs, les deux positions de base Dinh Tan et Trung Binh Tan, et les déplacements linéaires à gauche et à droite.
Sur le plan de la santé, ce quyen vise le déblayage des méridiens, la stimulation aponévrotique, et la répartition du Yin et du Yang à travers le corps.
Sur le plan des techniques de combat, le Khoi Thuy Quyen habitue le pratiquant aux réflexes de défense et à la fluidité des mouvements.
- La ronde des deux carpes (Song Ngu Lac Thuy Quyên)

Appelé encore Am Duong Quyen (l’enchaînement du Yin et du Yang), il applique les mouvements des bras en sens inverse, et enseigne le pivotement sur soi-même à l’aide du Xa Tan.
En termes de santé, ce quyên déplace l’énergie vers le système nerveux, pousse le corps vers un déblocage en spirale.
En art martial, le pratiquant apprend à contrer les coups de pied de l’adversaire, à l’attaquer par des coups cachés et finalement à l’encercler.
- L'enchaînement de la mélopée des quatre pluies (Tu Vu Liên Khuc Quyên)

Développe les mouvements conjoints des bras en forme de 8, et le déplacement en Dinh Tan circulaire, ainsi que les parades appelées Hat Suong Sa (la tombée de la rosée). Ladite technique de Hat Suong Sa, par cette utilisation spécifique, introduit doucement le processus d’activation des quatre premiers Luân Xa (« chakras » ou centres d’énergie vitale), à savoir Trung Tâm Sinh Luc Cô, TTSL Tim, TTSL Mat Troi, TTSL Ha Vi, correspondant à peu près au plexus cervical, au plexus cardiaque, au plexus solaire et au plexus hypogastrique. Le Tu Vu Quyen ramène l’eau (l’énergie) vers le bassin dans le but de bien refixer le corps sur le sol comme une rivière qui creuse son lit, et en même temps fait bouger omoplates et clavicules pour rendre toute la souplesse au haut du corps. Ici, le quyên aide le pratiquant à défaire un encerclement. 
- Le long fleuve nourricier (Truong giang thu gian quyên)

Un assez long quyên qui harmonise toutes les techniques de base apprises jusqu’ici, en ouvrant la voie vers le travail de l’énergie. Un bon réveil corporel qui revitalise le métabolisme, qui constitue un résumé gestuel et qui forme le pratiquant à l’exercice de respiration afin de bien se ressourcer et de rester en mouvement le plus longtemps possible sans se fatiguer. 
- Remarque :

Après l’apprentissage du quatrième quyên, le pratiquant dont l’objectif est la recherche du bien-être au quotidien pourrait ignorer les quatre dernières étapes (4 derniers Quyêns) pour s’initier directement au KHI CONG THUY PHAP (Travail d’énergie de la Méthode de l’Eau). 
- La Petite Fleur Jaune Traverse l’Océan (Mai hoa qua hai quyen)

Une petite fleur frêle vogue, dandine au rythme des vagues, soutenue par de puissants courants tourbillonnant aux tréfonds de l’océan. Le corps du pratiquant se divise en trois parties : le haut qui s’arrête à 5 cm en dessous du plexus solaire, le milieu tourne autour du Dan Dien, et le bas à partir du bassin. Le haut représente la fleur jaune, et le bas, les courants… Les « Thu bô » sont amples et s’étirent vers l’infini tandis que les « Tân bô » doivent être solides et nets.
Sur le plan biomécanique, le cinquième quyên débloque le bassin et affine les muscles des membres inférieurs ; il développe aussi la transmission énergétique latérale de la main droite à la main gauche via la cage thoracique par de grands étirements des bras. « Mai Hoa qua hai quyên » oblige le pratiquant à travailler les coups de pied spécifiques à l’école Thuy Phap, à savoir les « da dap nôi, da dap ngoai » qui ne dépassent pas le niveau des genoux de l’adversaire. Il introduit également la stratégie des mirages (ao anh) qui mélangent faux et vrais coups. La « garde du scorpion » s’y applique fréquemment. Le « quyên lô » (le trajet d’évolution de l’enchaînement) dessine une fleur au bout d’une tige, l’image même de la fleur jaune couchée sur le sol.
- Les Neuf Dragons Semeurs d’Alluvions (Cuu Long phu sa quyên)

Si le quatrième quyên raconte l’histoire du Mékong en tant que fleuve, le sixième quyên conte la légende des neuf dragons mythiques qui se transforment en de multiples méandres du Mékong alors que ce dernier pénètre le sol vietnamien. Les neuf dragons labourent le delta du Sud, l’inondent de temps en temps mais le fertilisent toujours par un apport constant d’alluvions… 
L’ouverture de la main dite « patte de dragon » (Long chuong) est de mise ainsi que les « xa tân » et « kiêm ma tân ». Le « quyên lô » suit une trajectoire en spirale et souligne le caractère « non forme » de l’espace qui symbolise le néant bouddhiste.
Le « Cuu Long Phu sa quyên » répartit l’énergie vers les organes digestifs.
- Les Mirages du Fleuve Rouge (Hong ha ao anh quyên)
- Douce Aurore Océane (Binh duong minh hai quyên)

### La respiration & le Khi Cong Thuy Phap
Il y a des exercices de respiration à la fin de chaque leçon, afin de relâcher la tension musculaire et de réduire le stress. Les étudiants avancés peuvent pratiquer le Khi Cong Thuy Phap  pour être en parfaite santé ; c’est un quyên sans mouvement de combat qui vise à développer une coordination de haut niveau des postures corporelles avec différents niveaux de respiration. Ce faisant, il améliore la souplesse des articulations, la résilience, le calme mental et les compétences de combat. Le Khi Cong Thuy Phap est considéré davantage comme maintien de la santé que comme une intervention thérapeutique ou un culte métaphysique.

### Le combat
L’élève est libre de mettre toutes sortes de techniques en pratique : frapper avec les coudes, les genoux, perforer (de diverses manières), presser, gifler, pousser, bloquer, maintenir, etc. En dépit de toutes ces techniques violentes, la bonne façon de neutraliser l’adversaire consistera à détecter la libération de sa puissance et de l’utiliser aussi rapidement que possible contre lui. Aïkido, Taiji, Thuy Phap sont friands de cette technique.
Dans le cadre du combat, le Thuy Phap implique un large éventail de coups de poing et coups de pied, hérités des différentes écoles d’arts martiaux, mais les caractéristiques sont conformes à la théorie de la méthode de l’eau : le pratiquant se déplace en continu et en douceur, en faisant varier le poids du corps en permanence de gauche à droite et vice-versa, évite les positions statiques, les sauts ou les mouvements rapides et puissants. Il épouse les mouvements de l’adversaire et exploite chaque changement d’énergie pour absorber et neutraliser les coups. Il attaque seulement quand il sent que l’adversaire se retire. Par conséquent, ce travail du combat renforce la capacité du pratiquant à l’auto-défense ; son but n’est pas de blesser ou de tuer l’adversaire, mais de le soumettre. La morale de l’école Thuy Phap est de respecter l’intégrité de l’être humain, de rester en harmonie avec l’environnement, et de se tenir à l’écart des bagarres autant que possible.

### Les armes
Les élèves les plus avancés peuvent aussi utiliser des armes:  épée, éventail et le bâton de bambou. 
Le maniement du bâton de bambou est tout à fait spécifique. Le bâton doit être long et mince, et il est utilisé comme un fouet. 
L’épée se pratique avec le fourreau.
Il existe des enchaînements à l’éventail simple ou double. 
Jusqu’au XXe siècle, les Vietnamiens de la haute société se devaient d’étudier la philosophie, la littérature, la poésie, la musique, la peinture et les arts martiaux. Cette classe sociale  n’aimait pas le Vo Thuat dur, et seul le Thuy Phap, plus doux, était adapté à leur étude du combat. Pour parader, ils sortaient avec une épée précieuse à la main, mais lors des cérémonies en présence de l’empereur ou des mandarins ils n’étaient pas autorisés à porter des armes, et ils s’armaient donc d’éventails pour se protéger. Ils tenaient également au maniement du bâton, symbole de l’être humain juste. Ils ont, par respect pour leur condition, conçu des Quyêns d’arme gracieux, démonstration d’une connaissance profonde des arts martiaux vietnamien combinée avec l’attitude zen. La discipline des armes enseignée aujourd’hui dans l’école Thuy Phap est un héritage de cette période à tendance austère, et est très différente de la formation aux armes dispensée dans les autres écoles vietnamiennes, plutôt inspirée par les habitudes militaires. 

## La sphère spirituelle
La méthode de l’eau réfute toute appartenance à une religion, et toute corrélation avec les approches métaphysiques. 
Ainsi, les motifs Yin / Yang du Thuy Phap se réfèrent plus à la médecine traditionnelle qu’à ses implications philosophiques (taoïsme). De la même manière, le Thuy Phap refuse tout lien avec des pratiques de la méditation impliquant le culte d’une puissance transcendantale, et la pratique du khi cong n’est considérée que comme méthode de gestion du stress. 
Dernier exemple, le « Cuu Long Phu Sa quyen » (Les neuf dragons semeurs d’alluvions), en provenance de la communauté bouddhiste, est pratiqué en hommage à l’excellent savoir-faire des moines dans les arts martiaux, et non pas en raison du bouddhisme lui-même…